# Micropeza pectoralis
Micropeza pectoralis är en tvåvingeart som först beskrevs av Christian Rudolph Wilhelm Wiedemann 1830.  Micropeza pectoralis ingår i släktet Micropeza och familjen skridflugor. Inga underarter finns listade i Catalogue of Life.